# Min Jin Lee
Lee Min Jin (Seúl, 1968) es una escritora y periodista coreana-americana afincada en Manhattan. Su obra trata con frecuencia temas coreanos y coreano-americanos. Es la autora de las novelas Free Food for Millionaires (2007) y Pachinko (2017). Esta última fue adaptada como serie por Apple TV+ en 2022.
Lee nació en Seúl, Corea del Sur. Su familia llegó a Estados Unidos en 1976, cuando ella tenía siete años, y creció en el distrito de Queens, Nueva York. Sus padres tenían una joyería al por mayor en la calle 30 con Broadway, en el barrio coreano de Manhattan.